# Петер Парлерж
Петро Парлерж (нім. Peter von Gemünd, чеськ. Petr Parléř , лат. Petrus de Gemunden in Suevia ; 1333, Швабіш-Гмюнд — 13 липня 1399 року) — німецько- чеський архітектор та скульптор з родини Парлерів майстрів-будівельників. Разом зі своїм батьком, Генріхом Парлержом, він є одним з найвидатніших і найвпливовіших майстрів Середньовіччя.  Працював на кількох важливих пізньосередньовічних будівельних об'єктах, включаючи Страсбург, Кельн та Нюрнберг. Після 1356 року він мешкав у Празі, столиці Богемійського королівства, де створив свої найвідоміші роботи: собор Святого Віта та Карлів міст .

## Раннє життя

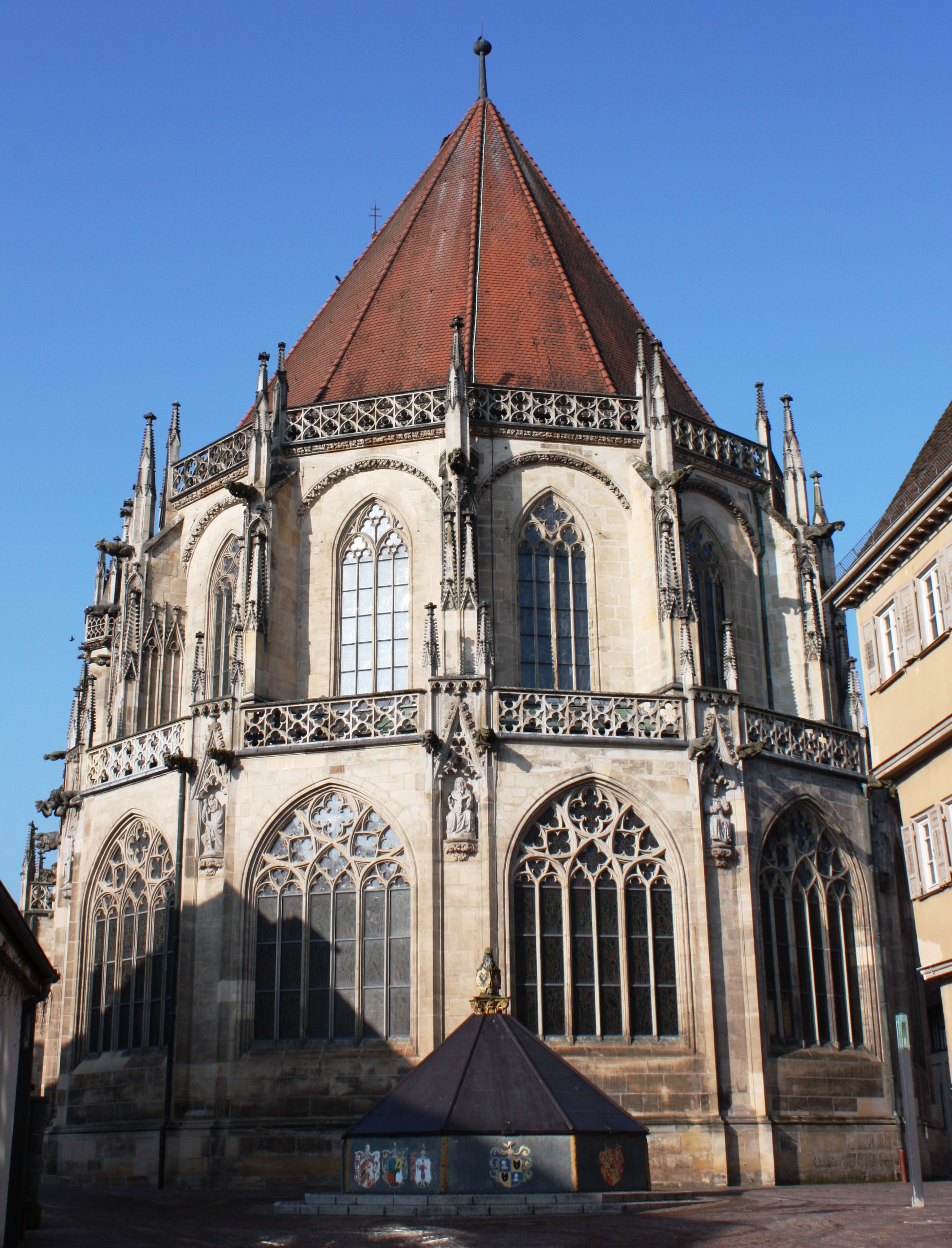
Собор Святого Хреста, м. Швебіш-Гмюнд, Німеччина

Петро Парлерж народився у 1333 році. Його батько, Генріх Парлерж Старший, був каменярем у Кельнському соборі. Батько був запрошений вільним імператорським містом Швебіш-Гмюнд взяти на себе будівництво великої нової парафіяльної церкви — Святого Хреста. Петро працював разом із батьком над церквою, коли в 1351 році було закладено наріжний камінь хору. Ймовірно, саме тут було закінчено його учнівство. Поділ хору безперервною балюстрадою демонструє те, що стане його фірмовим стилем. Арочний переріз на південному порталі церкви також можна віднести до Петра. Проекти, розроблені командою батька та сина у Святому Хресті, були унікальними та знаменували важливу віху в архітектурі та скульптурі пізньої готики.
Потім Пітер за середньовічною німецькою традицією почав працювати мандрівним майстром. Під час цих мандрів він дізнався про найважливіші концепції готичних будівельних технік у Центральній Європі. Він відвідав Кельн, Париж, і, звичайно, провів час у Страсбурзі — точні знання про Страсбурзький собор можна побачити в його наступних будівлях. Працюючи в Кельні, він познайомився з Друдою (Гертрудою), дочкою архітектора-резидента Варфоломауса фон Хамма. Вони одружились і народили чотирьох дітей: трьох синів, двоє з яких стали відомими будівельниками та дочку.
Парлерж не подорожував до Англії у цей період, В його пізніших роботах з'являються детальні та приховані технічні моменти, які могли бути отримані лише на основі власного досвіду, а не з будь-яких архітектурних креслень. Скажімо, в Страсбурзі муляри застосовували конкретні методи ремесел із Західної Англії наприкінці 1200-х років, що вказує на знання англійських готичних архітектурних методів у Рейнській області . Оскільки Пітер Парлер проводив час, працюючи в Страсбурзі, набагато більш імовірно, що його знання цих методів відбулося звідти. Зокрема, склепіння, які він згодом спроектував у соборі Святого Віта, скоріш за все, були зразком каплиці Святої Катерини Страсбурзького собору.

## Нюрнберг

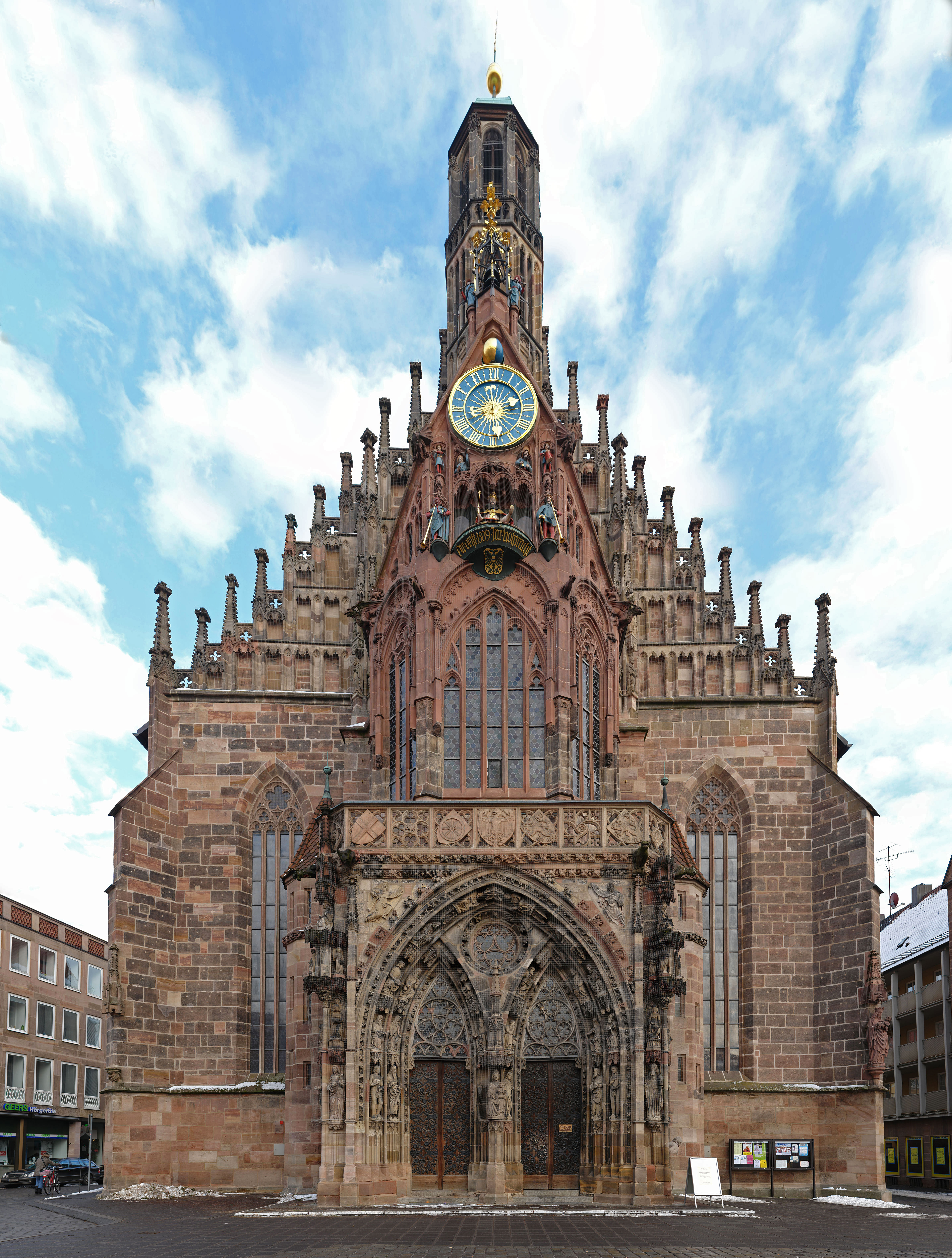
Фрауенкірхе, Нюрнберг, Німеччина, де можна безпосередньо ідентифікувати першу скульптуру Пітера Парлержа (1352—1356)

Десь після 1352 року Петро приєднався до будівельних робіт у Фрауенкірхе в Нюрнберзі як головний помічник поряд із батьком. Основи церкви вже були закладені в 1351 році за ініціативою Карла IV, імператора Священної Римської імперії, який передбачав її як центр проведення імператорських церемоній. Це відображається на різьблених гербах імператора, семи князів-курфюрстів та місті Римі, де коронували імператорів Священної Римської імперії. Тут перші скульптури можна віднести безпосередньо до Петра.
Карл також замовив будівництво замку Венцельсбург у Лауф-на-Пегніці, поблизу Нюрнберга. До 1355 року їхній вишуканий стиль потрапив у поле зору Карла IV, і Петро був покликаний працювати в Прагу, столицю нового Королівства Богемія та резиденцію імператора. Рік цього призначення не зовсім зрозумілий, оскільки документальний напис у Празі був частково зафарбований у 15 столітті. Сьогодні дослідники зазвичай встановлюють дату 1356 р. що передбачає паузу в будівництві як у Нюрнберзі, так і в Празі, а також інформацію про те, що на момент призначення йому було щонайменше 23 роки.

## Прага

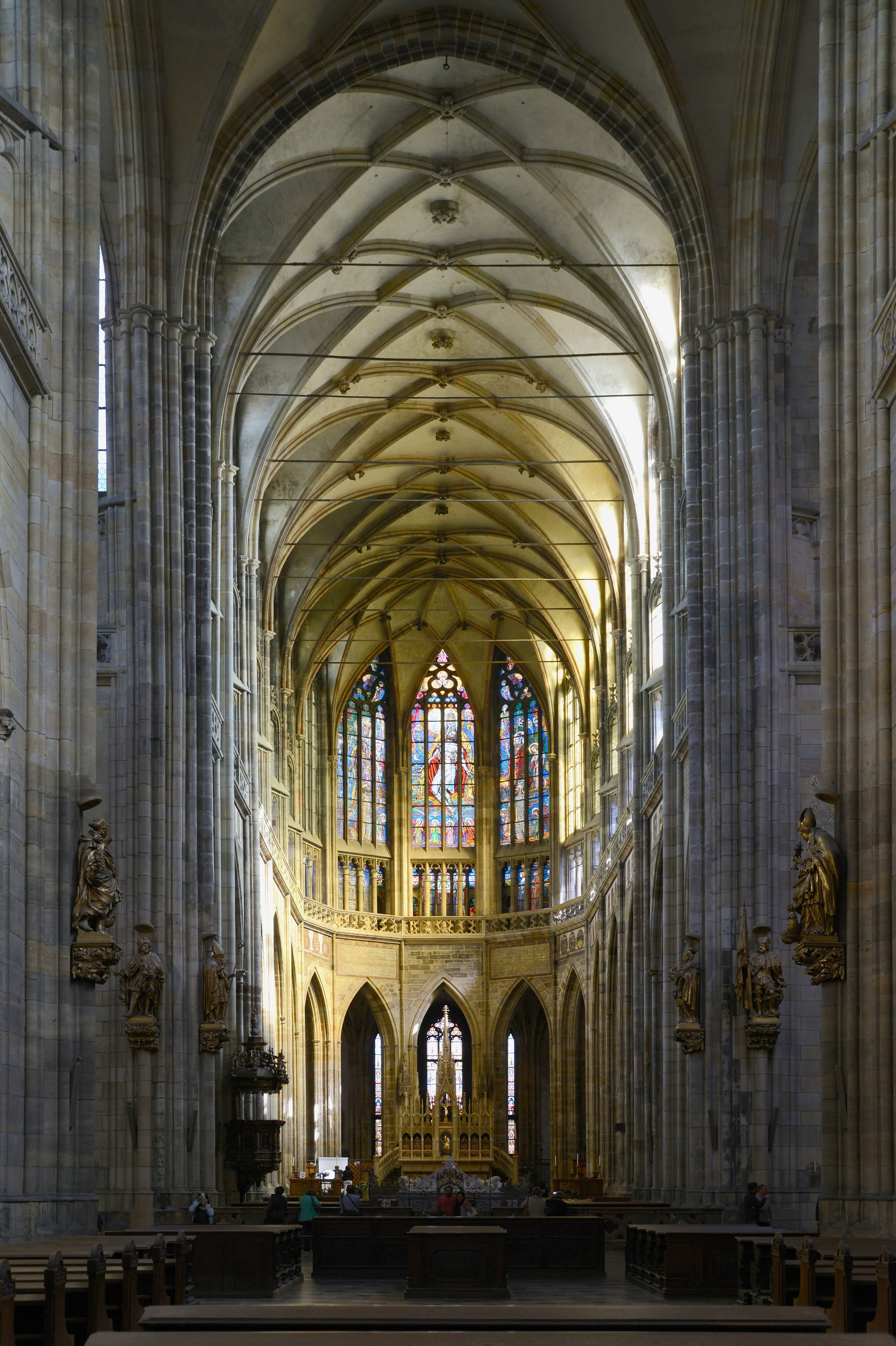
Інтер'єр собору Святого Віта, чітко демонструє балюстраду в стилі Парлержа

Після сходження на престол королем Богемії в 1347 році Карл IV заснував свою столицю в Празі. На той час він складався з двох автономних середньовічних міст з кожного боку річки Влтави (нім. Moldau): Старе місто праворуч і Мале місто з Празьким Градом над ним ліворуч. У 1348 році він наказав побудувати Нове місто, що прилягає до існуючого Старого міста, заснував Карлів університет, розпочав реконструкцію замку та відновив роботи над собором. Для виконання цієї амбіційної програми будівництва він найняв найкращих архітекторів, яких міг знайти. Спочатку був Матіас з Арраса, який помер у 1352 році. Коли в 1355 році Карл був обраний імператором Священної Римської імперії, Карл вирішив зробити Прагу вітриною столиці Центральної Європи і завербував Пітера Парлера для здійснення цього грандіозного бачення. Період започаткував так звану «золоту еру» Праги, і незабаром це було найбільше європейське місто після Константинополя, Парижа та Гранади .

### Собор Святого Віта
Коли Петро прибув до Праги у 1356 р. у віці 23 років, його безпосереднім завданням було захопити будівельний майданчик у соборі Святого Віта, який зневірився після смерті Матіаса з Арраса в 1352 р. Показово для талантів Петра, що тоді найважливіша будівля в Імперії була доручена такому молодому архітектору. Петро продовжив роботи у Святому Віті з каплиць, які були частково завершені, і поступово змінив план Матіаса, зберігаючи постійні посилання на оригінальне бачення.

### Карлів міст

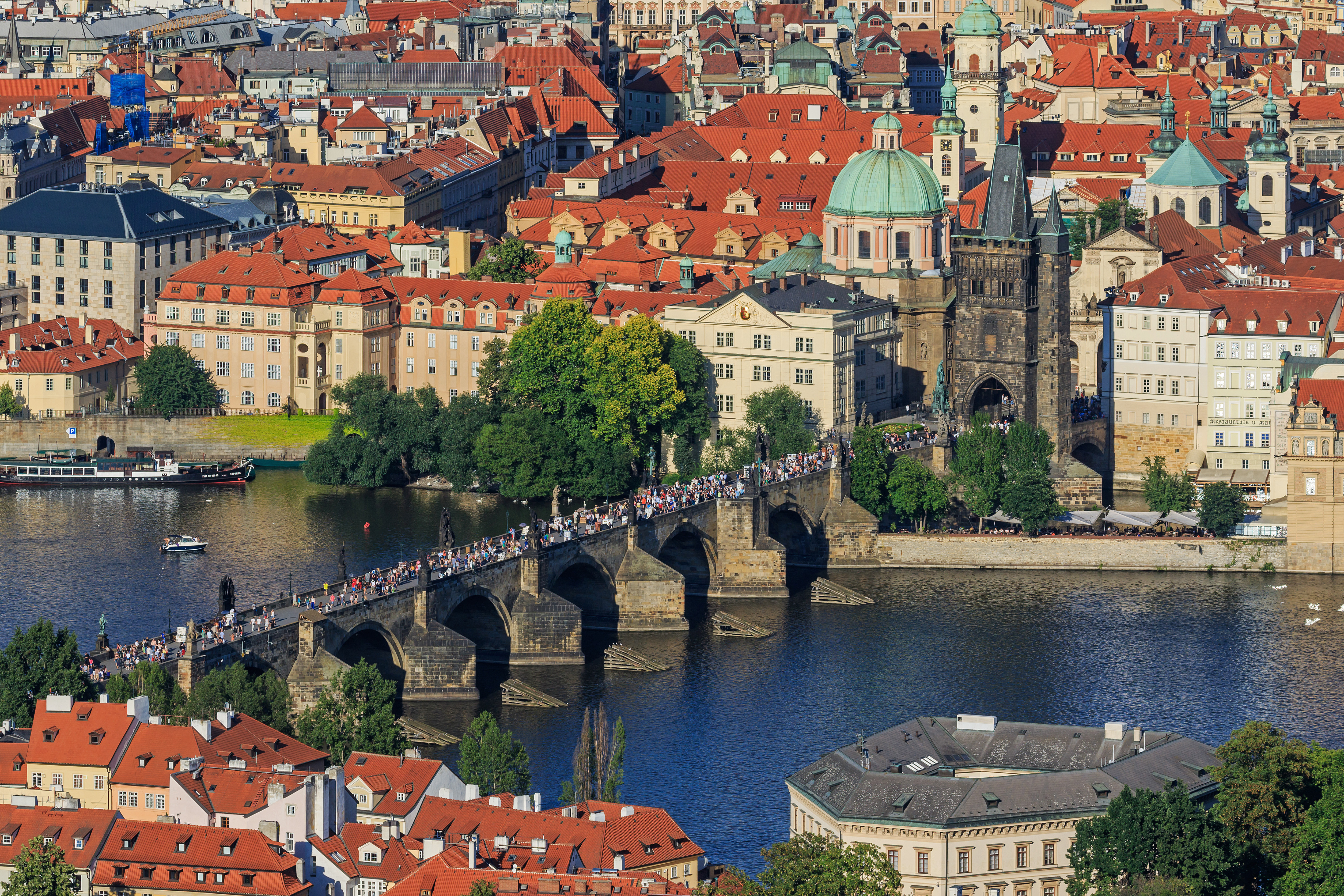
Карлів міст та вежа Старого міста

У 1357 році Карл доручив Петру побудувати нову споруду для відновлення зростаючого міста, яке тепер складається з 4 районів. Перший камінь-фундамент було урочисто закладено в присутності імператора 9 липня 1357 року о 5:31 ранку. Точний час відомий, тому що архітектором було висічено у вежі мосту паліндромний номер 135797531, який був обраний королівськими астрологами найбільш сприятливим для початку будівництва. Через складність інженерного проекту та велику кількість інших реалізованих проектів будівництво тривало до 1402 р.
Східну вежу мосту, Староміську мостову вежу, також побудував Пітер Парлерж. Його арка містить сітчасте склепіння, яке було першим у своєму роді в Богемії.

### Інші роботи
Окрім собору та мосту, Петро також був головним дизайнером Нового міста Праги. Він також побудував каплицю Всіх Святих у Королівському палаці Празького Граду. Після пожежі в 1541 році він був реконструйований у стилі бароко. Між 1360–78 рр. Парлерж побудував костел церкви Святого Варфоломія в Коліні. Петро також відповідає за різні гробниці, святині та скульптури на різних місцях у Празі та околицях, зокрема в Кутній Горі .

## Особисте життя

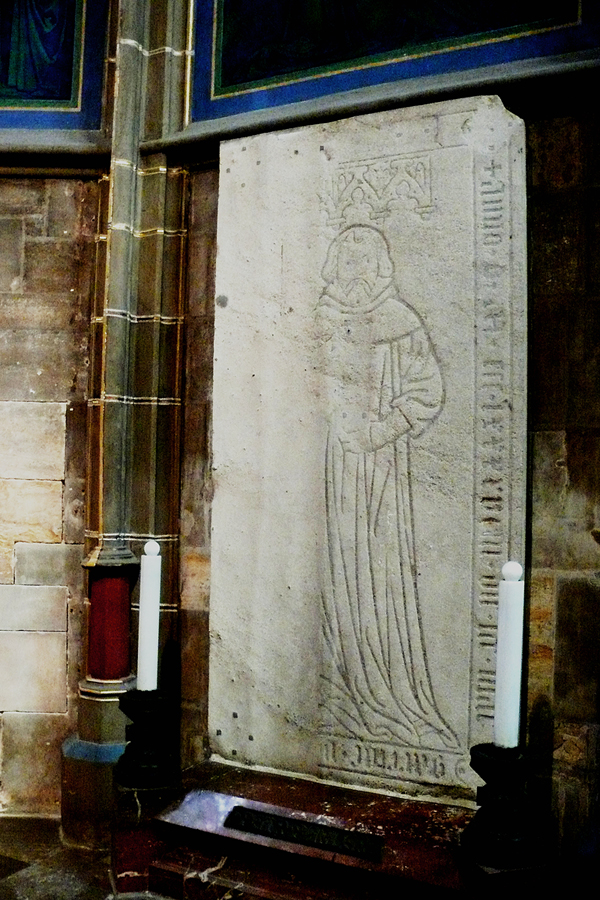
Могила Петра Парлержа в соборі Святого Віта

Сім'я Парлержа зросла, і багато її членів працювали на готичних будівельних майданчиках по всій Центральній Європі та Північній Італії. Гілка сім'ї Петра почалася з його одруження з першою дружиною Гертрудою. Хоча дата їхнього весілля точно не відома, до 1360 року вони виховували трьох синів і дочку:
- Йоганн Парлер Молодший: народився близько 1359 року, здобув освіту в Празі, працював разом зі своїм батьком. Йоганн взяв на себе роль головного будівельника собору в 1398 році, а також став майстром церкви Святої Варвари, Кутна Гора, яка зараз є об'єктом всесвітньої спадщини ЮНЕСКО .[21]
- Ніколаус Парлерж: став священнослужителем і служив каноніком у Празі з 1380—1398. Про нього мало що відомо.[11]
- Венцель Парлерж: народився близько 1360 року, здобув освіту в Празі, працював разом із батьком та братом Йоганом у Сент-Віті до 1390-х років. Став майстром-каменярем у соборі Святого Стефана, Відень.[22]
- Їхня дочка згадується близько 1383 року як дружина Михайла з Кельна, можливо, сина іншого архітектора собору на ім'я Михайло (1364—1387).

Після 1360 року Петро володів будинком на площі Празького Граду і був обраний міським олдерменом. Його перша дружина Гертруда померла в кінці 1360-х років, і він повернувся в Кельн, щоб розпорядитися її спадщиною в 1370 році. Потім він одружився з Елізабет Агнес фон Бур у 1380 році і того ж року придбав другий будинок на Замковій площі. Від цього шлюбу народилося ще двоє дітей: Йоганн, який, можливо, став каменотесом у Загребі ; та Павла, про якого не збереглося жодної інформації. Купівля будинків, шлюб його дочки та кількість його дітей призвели до деяких юридичних суперечок. Відомо, що Пітер Парлерж віддав обидва будинки другій дружині та їхнім дітям.
Петро отримав громадянство в Празі в 1379 р. До старості він став заможною людиною і був активним архітектором. Він помер у Празі в 1399 році і був похований у соборі Святого Віта разом із синами Петром та Венцелем.

## Спадщина
Пітер Парлерж був одним із найвідоміших і найвпливовіших майстрів Середньовіччя. Проекти як його, так і його батька стали відомими як «стиль Парлержа» і поширилися по всій Центральній Європі. Важливими прикладами є: Церква Св. Мартіна, Ландсхут (початок 1389 р.); Санкт-Лоренц, Нюрнберг (неф почався 1400); Собор Святого Георгія, Дінкельсбюль (початок 1448); Собор св. Стефана, Відень (південна вежа, розпочата в 1368 р.); та численні інші. Приклади також можна знайти в Скандинавії, наприклад, в Сент-Мері, Гельсінгер, Данія .
Демонстрацію того, наскільки далеко зайшли його ідеї, можна знайти в Севільському соборі, розпочатому в 1402 р., який і сьогодні є найбільшим готичним собором у світі. Стандартна готична вертикальність центрального простору порушена балюстрадою на межі з вікнами кліристорії. Що ще важливіше, широко розставлені вертикальні бруси балюстради та її положення, що виходить за межі крайніх ребер, точно відповідають оригінальному дизайну Пітера Парлержа .
Під час гуситських воєн (1419—1434) землі Богемської корони були повністю спустошені. Хоча його будівлі все ще стоять, значна частина скульптурних робіт Пітера Парлержа була знищена. Його портрет, вирізаний з руки, залишається в Domgalerie у соборі Святого Віта.

### Астероїд
Астероїд, названий на честь Пітера Парлержа, 6550 Парлерж, був виявлений Антоніном Мркосом в обсерваторії Клеш 4 листопада 1988 р.

### Премія Парлержа
«Премія Пітера Парлержа» була заснована в 1994 році Німецьким фондом охорони пам'яток (нім. Deutsche Stiftung Denkmalschutz) та Федеральної асоціації німецьких каменярів (нім. Bundesverband Deutscher Steinmetze). Його вручають раз на два роки на Міжнародній виставці природного каменю та обробки каменю в Нюрнберзі за видатні заслуги у збереженні культурної спадщини. Приз супроводжується пам'ятним бюстом Пітера Парлера та 15 000 євро. Востаннє він був вручений у 2015 році Августу Веберу та Гельмуту Шнайдеру за реставраційні роботи в церкві Святого Георгія в Ульмі .

## Список основних робіт
- Хайліг-Кройц-Мюнстер, Швабіш Гмюнд (? –1351), освячений 1410 р.
- Фрауенкірхе, Нюрнберг (1352—1356)
- Венцельшлосс, Лауф-ан-дер-Пегніц (1355—1356)
- Собор Святого Віта, Прага (1356—1396)
  - Канцлер, ризниця та вежа
  - Каплиця Святого Вацлава
  - золоті ворота
- Карлів міст, Прага (1357—1402)
- Замок Карлштейн (1357—1365)
- Церква Святого Варфоломія, Колін (1360—1378)
- Стара ратуша, Прага (1360—1381)
  - каплиця
  - бухта, кам'яна обробка
- Вежа Старого міста, Прага (1370—1380)
- Церква Успіння Діви Марії та Карла Великого, Прага (освячена 1377)
- Церква Всіх Святих, Прага (1372—1386)
- Церква Богоматері перед Тином, Прага (хор 1380–)
- Каролін, Прага (1383—1386)
  - готична затока
- Церква св. Варвари, Кутна Гора (початок 1388)

### Архітектурні креслення
- Пітер Парлерж: Креслення хору та західного фасаду собору Святого Віта (чорна фарба на пергаменті, 132 х 52,5 см), Відень[31]
- Пітер Парлер: Креслення південної вежі собору Святого Віта (чорна фарба на пергаменті, 106 х 93 см), Відень

## Галерея

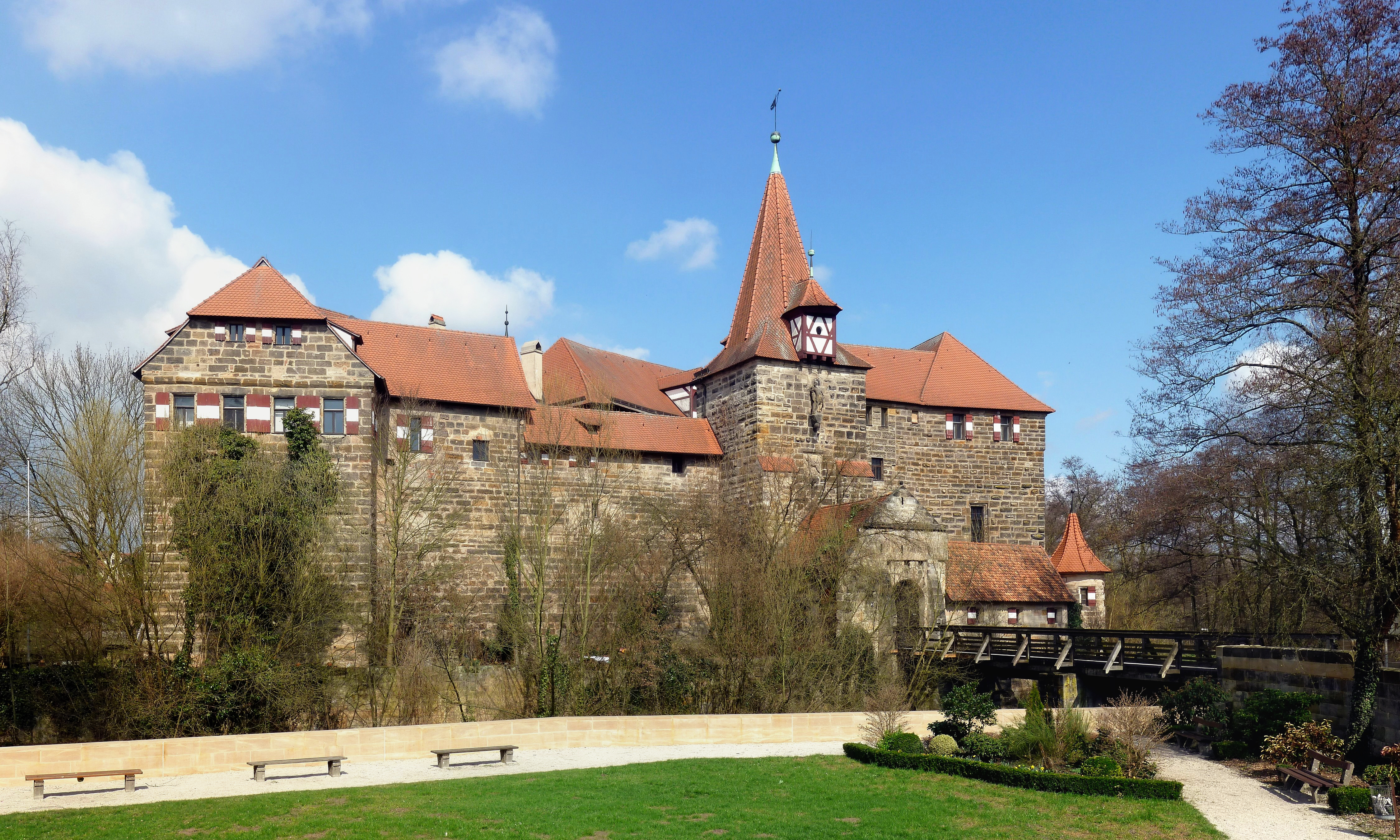
Зовнішній вигляд Венцельшлосса .
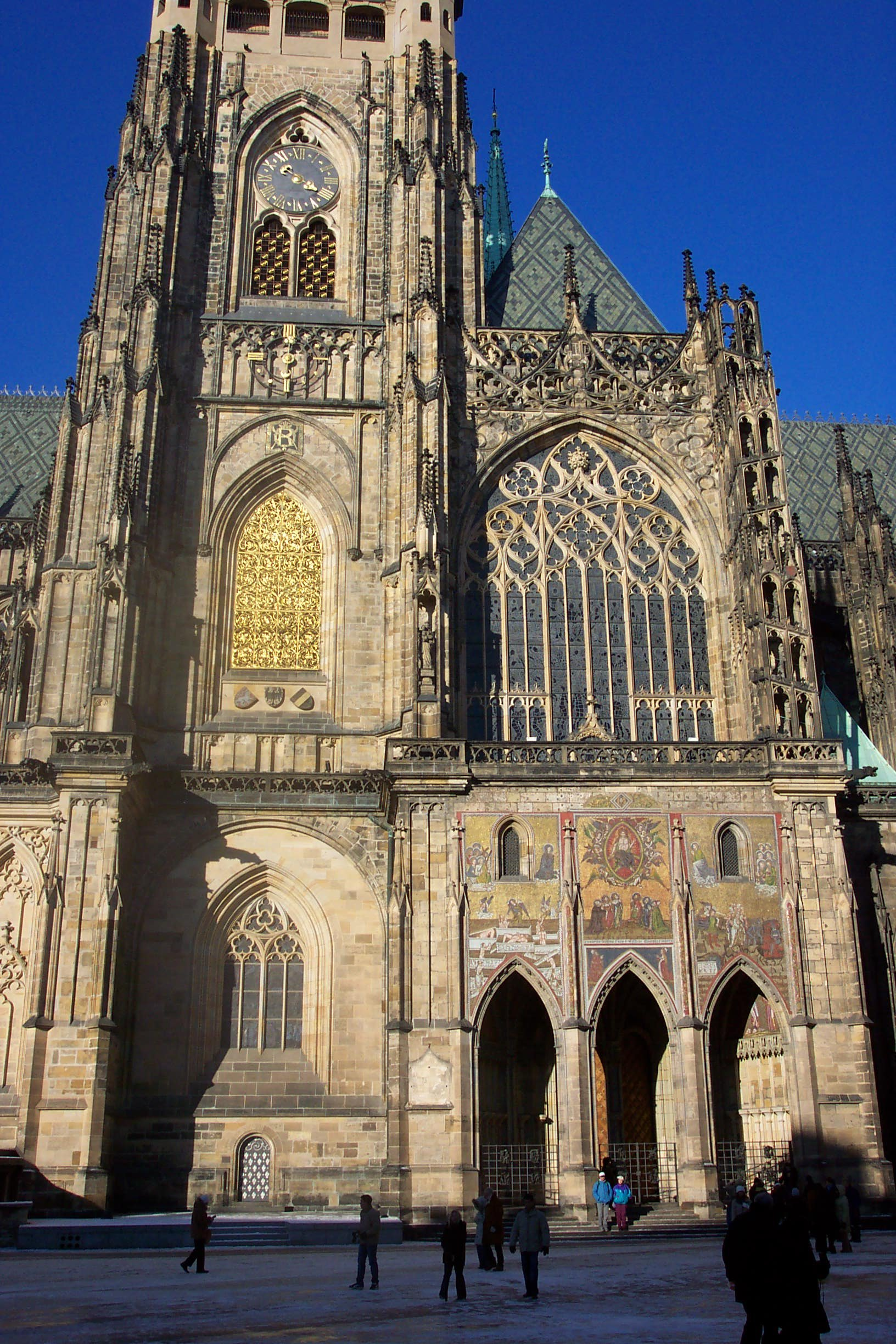
Південний портал собору Святого Віта .
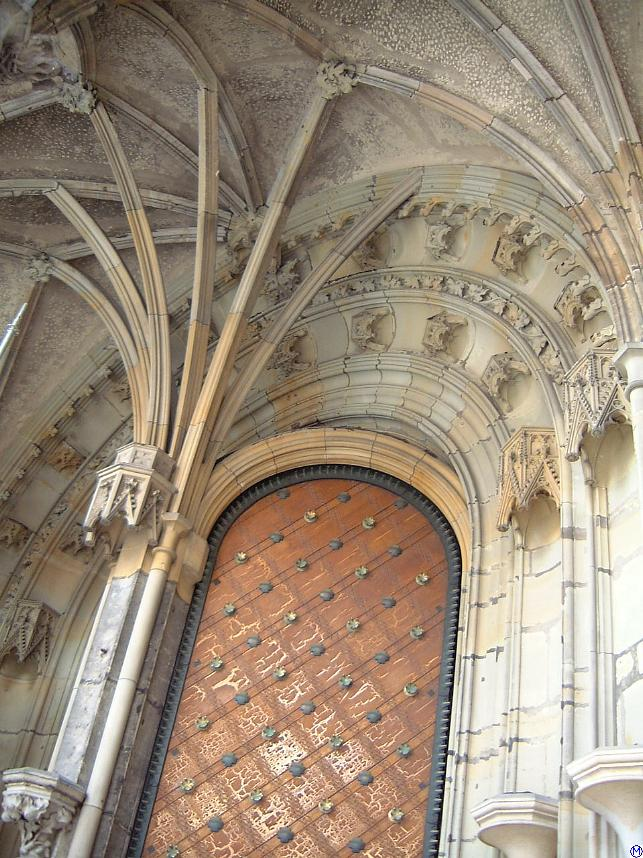
Відкритий "парлерський" малюнок у соборі Святого Віта
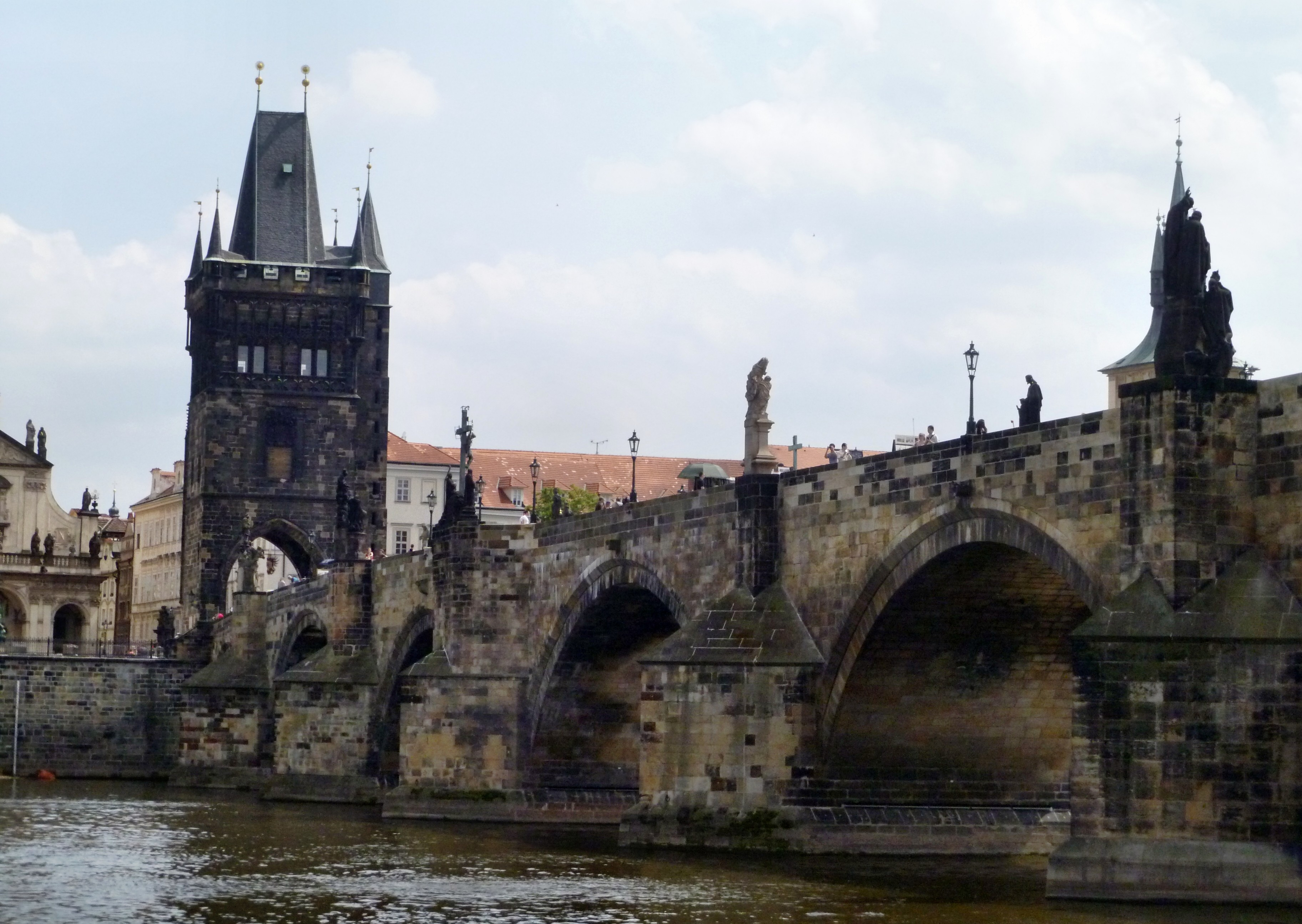
Карлів міст
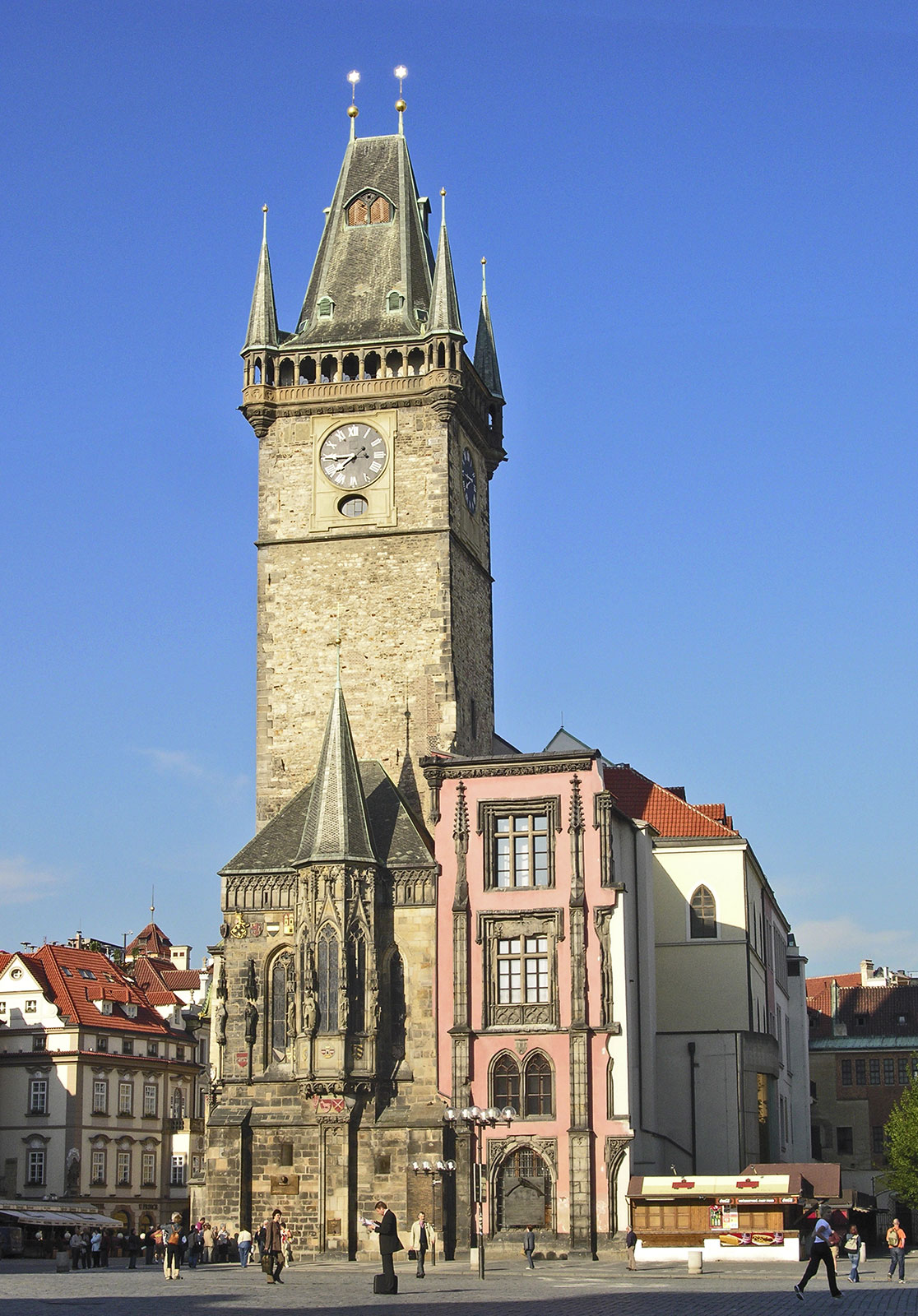
Стара ратуша, Прага
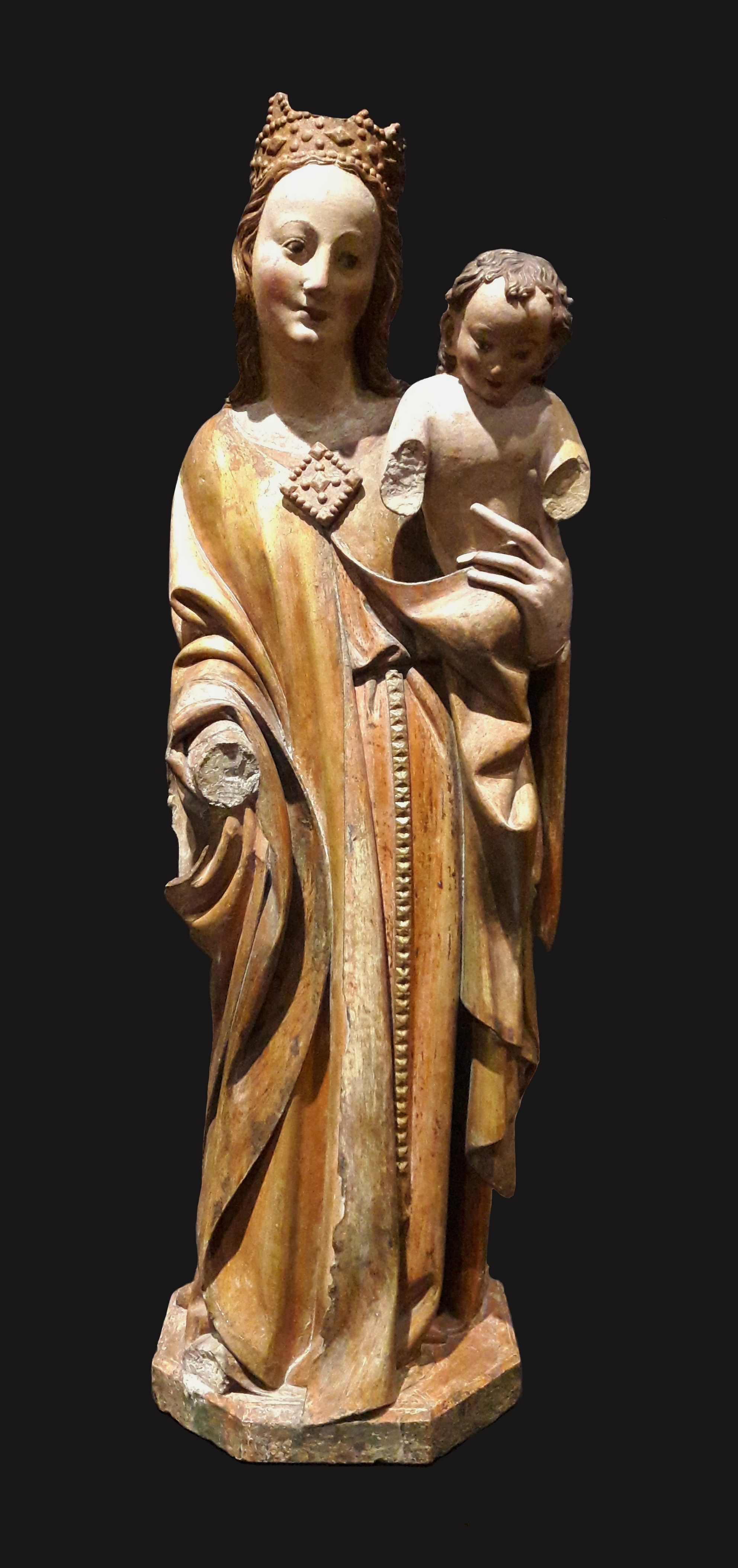
Мадонна з дитиною, скульптура (близько 1375-1380), Національний музей, Варшава

## Додаткова література
- Boehm, Barbara Drake (2005). Prague: The Crown of Bohemia, 1347-1437. New York: The Metropolitan Museum of Art. ISBN 1588391612. Архів оригіналу за 13 липня 2018. Процитовано 2 квітня 2021.